# Station Freshfield
Freshfield is een spoorwegstation van National Rail in Freshfield, Sefton in Engeland. Het station is eigendom van Network Rail en wordt beheerd door Merseyrail. Het station is geopend in 1848.